# Park Starokozielski

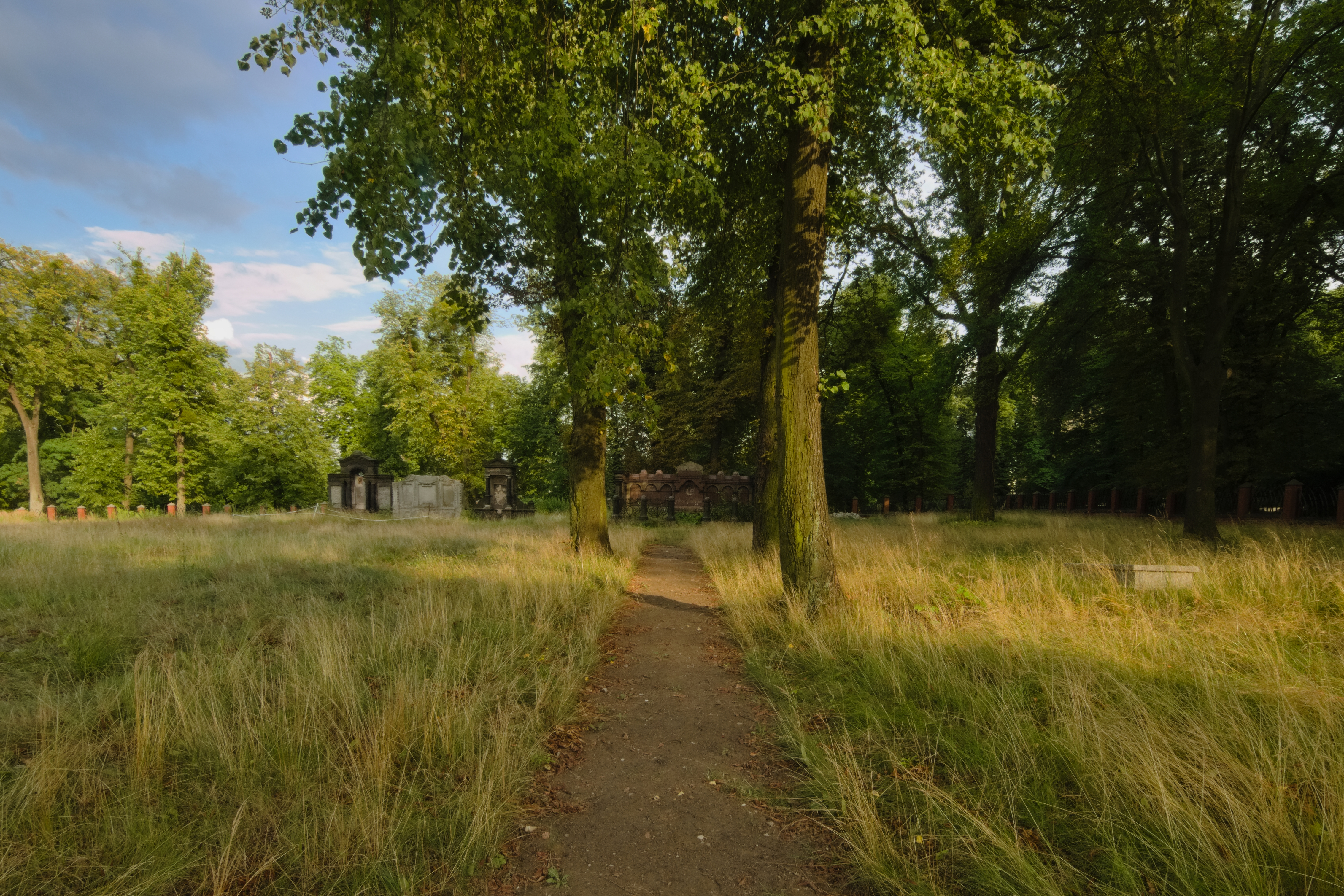
Część północna (2022)

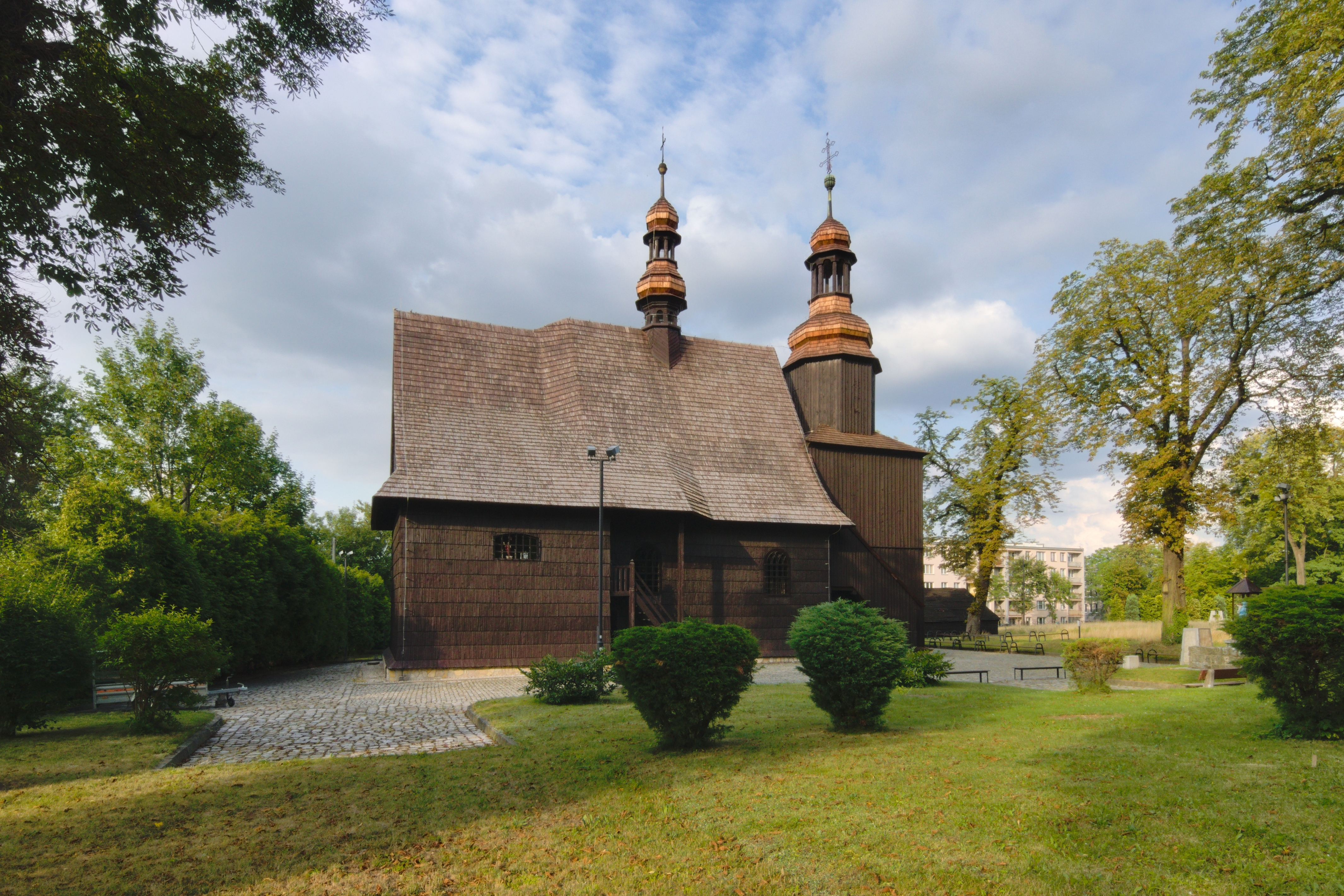
Kościół Wniebowzięcia Najświętszej Maryi Panny w Gliwicach na terenie parku (2022)

Park Starokozielski – park w Gliwicach, położony na terenie dzielnicy Wojska Polskiego.

## Informacje ogólne
Do parku przylega osiedle mieszkaniowe Aleja Majowa. Park Starokozielski w Gliwicach usytuowany jest pomiędzy ul. Kozielską a ul. gen. Władysława Andersa, na zachód od gliwickiej starówki (obecnie o pow. 5,9 ha). To dawny cmentarz wielowyznaniowy (niem. Simultanfriedhof), który założono w 1858, na planie nieregularnego prostokąta, z wyodrębnioną aleją główną i charakterystycznym drzewostanem. Park wpisano do rejestru zabytków nieruchomych województwa śląskiego (nr rej. A/900/2021 z 5 listopada 2021). 